# 마이클 티펫
마이클 티펫(Michael Tippett, 1905년 1월 2일 ~ 1998년 1월 8일)은 제2차 세계 대전 시대의 잉글랜드의 작곡가이다.
변호사의 아들로 콘월에서 태어나 런던 왕립음악학교에서 찰스 우드와 R. O. 모리스에게 사사하였다. 마침 제1차세계대전이 끝날 무렵 청년기에 이른 그는 눈뜨고 볼 수 없는 비참한 전쟁의 현실, 인류의 깊은 쓰라림에 충격을 받아 스스로 평화주의자가 되었다. 학생시절에는 공산주의에 흥미를 보인 시기도 있지만 곧 그것에 실망하여 열렬한 인도주의자가 되어 제2차대전 중에는 양심적 참전거부자로서 구금되었다. 29세 때 교향곡 내림나장조를 발표하여 일부 사람들로부터 그의 재능을 인정받았다. 이 작품은 뒤에 티페트 자신에 의해 파기되었지만 시벨리우스에게 입은 바가 컸다고 한다. 그후 1937년 브레이크의 시로 된 합창곡 <자유의 노래>, 다음해에는 피아노를 위한 <판타지 소나타>를 발표하였다. 특히 후자는 탁월한 피아노 서법을 보인 최초의 원숙된 작품으로 주목을 받았다. 1939년 <2개의 현악 오케스트라를 위한 협주곡>은 텍스처와 구성의 대담성에서 완전히 티페트의 개성적인 표현력을 확립한 것이며, 그의 대표작으로 종종 연주된다. 그는 이 작품에 흑인영가풍의 선율을 사용했지만 다음의 대작 오라토리오  <현대의 아들>(1941)에서는 흑인영가를 채택함으로써 학대받는 인간의 고뇌를 표현하려고 하였다. 이 오라토리오는 나치스가 유태인 학살을 정당화시키는 구실이 된 독일인 외교관 살해사건을 일으킨 유태인 소년의 이야기를 바탕으로 하였으나 티페트는 여기서 전쟁이라는 잔인한 시대의 톱니바퀴에 말려든 불행한 소년의 모습을 빌려 그 자신이 괴로워하는 현대의 아들임을 나타냈으며 초연과 동시에 큰 반향을 일으켰다.  대표적인 작품으로는 이 밖에 2개의 교향곡, 관현악을 위한 협주곡, 피아노 협주곡, 코렐리의 주제에 의한 협주적 환상곡, 3개의 현악 4중주곡, 오페라 <한여름밤의 꿈>(1955 초연), <프라이엄 왕>(1962 초연), 칸타타 <성 어거스틴의 환상> 등이 있다. 그의 음악은 복잡한 대위법과 복선율적인 변화에 차 있어 연주가 매우 어려울 뿐 아니라 내용이 난해하고 추상적인 경향이 강하여 브리튼 등에 비하면 연주되는 기회가 적은 듯하다. 그러나 현대 영국의 양식을 대표하는 가장 뛰어난 작곡가로 존경되어 강렬한 개성에 물든 그 작품은 높이 평가되고 있다.